# Texas in My Soul
Texas in My Soul è il settimo album in studio del cantante di musica country statunitense Willie Nelson, pubblicato nel 1968.
Si tratta di un concept album dedicato al Texas.

## Tracce
1. Dallas (Dewey Groom, Don Stovall) – 2:16
2. San Antonio (Jerry Blanton) – 2:32
3. Streets of Laredo (Traditional) – 3:33
4. Who Put All My Ex's in Texas (Eddie Rabbitt, Tony Moon, Larry Lee) – 2:16
5. The Hill Country Theme (Cindy Walker) – 2:20
6. Waltz Across Texas (Ernest Tubb) – 2:28
7. William Barrett Travis Letter (Merle Travis) – 2:05
8. Remember the Alamo (Jane Bowers) – 2:57
9. Texas in My Soul (Zeb Turner, Ernest Tubb) – 2:02
10. There's a Little Bit of Everything in Texas (Ernest Tubb) – 2:21
11. Beautiful Texas (W. Lee O'Daniel) – 2:41